# Ereta Peak
Der Ereta Peak (englisch; bulgarisch връх Ерета wrach Ereta) ist ein 2300 m hoher Berg im westantarktischen Ellsworthland. Am nördlichen Ende der Bastien Range des Ellsworthgebirges ragt er 12,88 km nordwestlich des Itschew-Nunataks, 19,63 km südwestlich des Mount Gardner und 22,5 km westlich des Mount Vinson auf. Seine steilen Nord- und Südwesthänge sind teilweise unvereist. Der obere Abschnitt des Nimitz-Gletscher liegt südöstlich von ihm.
US-amerikanische Wissenschaftler kartierten ihn 1961 und 1988. Die bulgarische Kommission für Antarktische Geographische Namen benannte ihn 2014 nach der thrakischen Stadt Ereta im Nordosten Bulgariens.